# Portulaca rubricaulis
Portulaca rubricaulis är en portlakväxtart som beskrevs av Carl Sigismund Kunth. Portulaca rubricaulis ingår i släktet portlaker, och familjen portlakväxter. Inga underarter finns listade i Catalogue of Life.